# Adeodato Summantico
Adeodato Summantico, anche Diodato o Deodato, (Foggia, 4 novembre 1658 – 21 dicembre 1735) è stato un vescovo cattolico italiano.
Fu vescovo di San Severo e priore generale dell'ordine di Sant'Agostino.

## Biografia
Nacque a Foggia il 4 novembre 1658 da una famiglia nobiliare originaria di San Severo.
Entrò giovane nell'Ordine di Sant'Agostino. Il 22 febbraio 1683 fu ordinato sacerdote ed ottenne il titolo di maestro di teologia il 18 aprile 1697. Insegnò presso le città di Pisa, Napoli, Roma e L’Aquila.
Fu di ispirazione per Fulgenzio Bellelli. Nel capitolo generale del 1711 fu eletto priore generale del suo ordine. Subito si mise a lavoro per pubblicare Methodus visitationis generalis per l'ordine nello stesso anno.
il 12 aprile 1717 fu nominato da papa Clemente XI, vescovo di San Severo. Fu consacrato dal cardinale Nicola Gaetano Spinola, nella basilica di Sant'Agostino in Campo Marzio, a Roma e dai vescovi Pietro Valerio Martorelli e Agostino Nicola degl’Abbati Olivieri, O.E.S.A. come co-consacranti.
Migliorò l'economia del seminario locale garantendo delle donazioni alimentari ai poveri. L'attività pastorale fu fitta: convocò tre sinodi per il riordino degli istituti della diocesi, faticando ad imporsi sul clero locale che non rispettava le sue decisioni.

## Genealogia episcopale
La genealogia episcopale è:
- Cardinale Tolomeo Gallio
- Vescovo Cesare Speciano
- Patriarca Andrés Pacheco
- Cardinale Agostino Spinola
- Cardinale Giulio Cesare Sacchetti
- Cardinale Ciriaco Rocci
- Cardinale Carlo Carafa della Spina, C.R.
- Cardinale Francesco Nerli
- Cardinale Lorenzo Casoni
- Cardinale Nicola Gaetano Spinola
- Vescovo Adeodato Summantico, O.E.S.A.